# Hydriomena ulfrida
Hydriomena ulfrida là một loài bướm đêm trong họ Geometridae.